# Люлька Валерій Петрович
Вале́рій Петро́вич Лю́лька (позивний «Дід»; 14 листопада 1962, с. Глибочок, Житомирська область — 9 серпня 2022, с. Байрак, Харківська область) — український громадський діяч, військовослужбовець, майстер-сержант Збройних сил України, учасник російсько-української війни.

## Життєпис
Валерій Люлька народився 14 листопада 1962 року в селі Глибочку, нині Новогуйвинської громади Житомирського району Житомирської области України.
Ветеран військової служби, старший прапорщик у відставці й колишній спецпризначенець. У рідному селі працював старостою Глибочанського старостинського округу Новогуйвинської селищної громади.
Після початку повномасштабного російського вторгнення став бійцем самооборони Новогуйвинської громади. Від 24 травня 2022 року служив у окремому батальйоні спеціального призначення «Дике поле». Учасник боїв за Херсонщину та Харківщину.
За час визволення одного із сіл Харківщини українські військовики захопили опорні пункти противника з великим запасом зброї та боєприпасів. Валерій Люлька з позивним «Дід» був поранений у спину, але відмовився евакуюватись, не бажаючи залишати побратимів, оскільки почався контрнаступ ворога великими силами. У підрозділі було 80 поранених і командир наказав відступити з села до стратегічної висоти. Цей відступ та евакуацію поранених прикривав Валерій Петрович і сержант з позивним «Сем». Розвернувши ворожі кулемети на захопленому опорному пункті, вони кілька годин стримували ворога в с. Байрак Ізюмського району. 9 серпня 2022 року, коли відходив і допомагав пораненому бійцеві, уражений осколком ворожої міни й загинув миттєво.
Похований 29 грудня 2022 року в рідному селі.
Залишилися дружина, донька, син та троє онуків.

## Вшанування пам'яті
Командир батальйону «Дике поле» Андрій Малахов, надіслав Президентові України подання про присвоєння майстер-сержанту звання Героя України. У березні 2023 року документ підписав головнокомандувач Збройних сил України Валерій Залужний.